# Bosjöklostereken

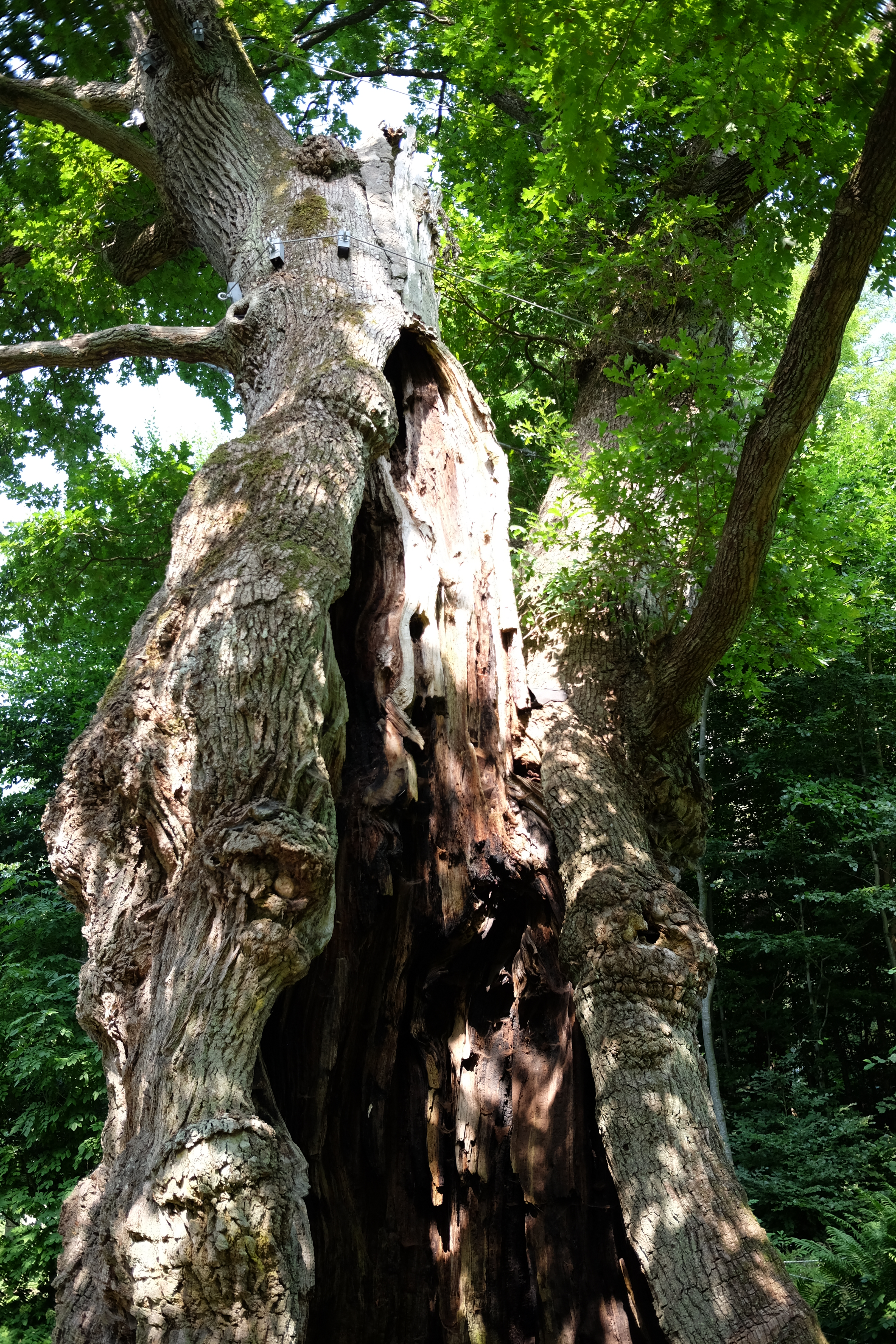
Bosjöklostereken hålls ihop med vajrar för att inte falla samman.

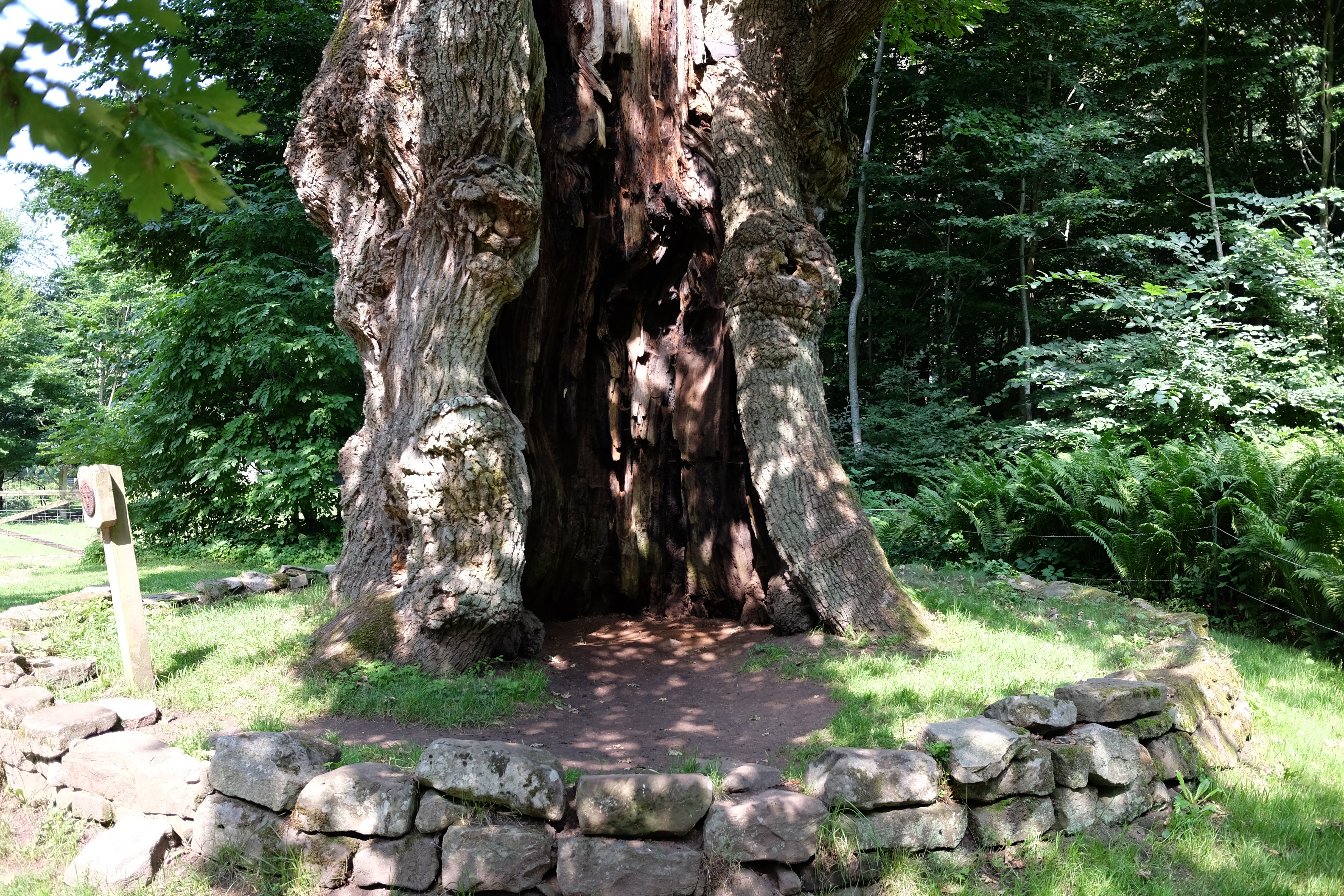
Skylten visar att trädet är fridlyst.

Bosjöklostereken är ett naturminne i parken kring  Bosjökloster i Höörs kommun som fridlystes den 27 november 1967.
Eken är ett av Skånes största träd och kallas även för tusenårseken. Det är dock osäkert om den är så gammal.
Vid en inventering år 1982 hade eken en omkrets på 9 meter i brösthöjd och år 2002 upmättes den till 9,26 meter. Trädet är ihåligt med ett stort hål på den ena sidan och för att förlänga dess livslängd har man bland annat bränt insidan.
Bosjöklostereken står relativt fritt i parken. Den är omgiven av en stenmur och tydligt skyltad.